# Elenovo, Sliven
Elenovo (în bulgară Еленово) este un sat în comuna Nova Zagora, regiunea Sliven,  Bulgaria. 

## Demografie
Componența etnică a satului Elenovo
     Romi (10,32%)
     Bulgari (86,15%)
     Nicio identificare (3,51%)
     Altele (0%)
La recensământul din 2011, populația satului Elenovo era de 455 locuitori. Din punct de vedere etnic, majoritatea locuitorilor (86,15%) erau bulgari, cu o minoritate de romi (10,32%). Pentru 3,51% din locuitori nu este cunoscută apartenența etnică.